# Angu
Angu (kinesiska: 安固乡, 安固) är en socken i Kina. Den ligger i provinsen Sichuan, i den sydvästra delen av landet, omkring 250 kilometer öster om provinshuvudstaden Chengdu. Antalet invånare är 7 541. Befolkningen består av 3 824 kvinnor och 3 717 män. Barn under 15 år utgör 21,0 %, vuxna 15-64 år 63 %, och äldre över 65 år 15,0 %.
Genomsnittlig årsnederbörd är 1 545 millimeter. Den regnigaste månaden är september, med i genomsnitt 280 mm nederbörd, och den torraste är december, med 8 mm nederbörd.